# Hermanas de la Caridad de Cincinnati
La Congregación de Hermanas de la Caridad de Cincinnati (oficialmente en latín: Congregatio Sororum Caritatis Cincinnatensis) es un congregación religiosa católica femenina, de vida apostólica y de derecho pontificio, fundada en 1852 por un grupo de hermanas de la caridad, a la cabeza de Margaret Farrel George, procedentes de la congregación de Isabel Ana Bayley, en Cincinnati. A las religiosas de este instituto se les conoce como hermanas de la caridad de Cincinnati y posponen a sus nombres las siglas S.C.

## Historia

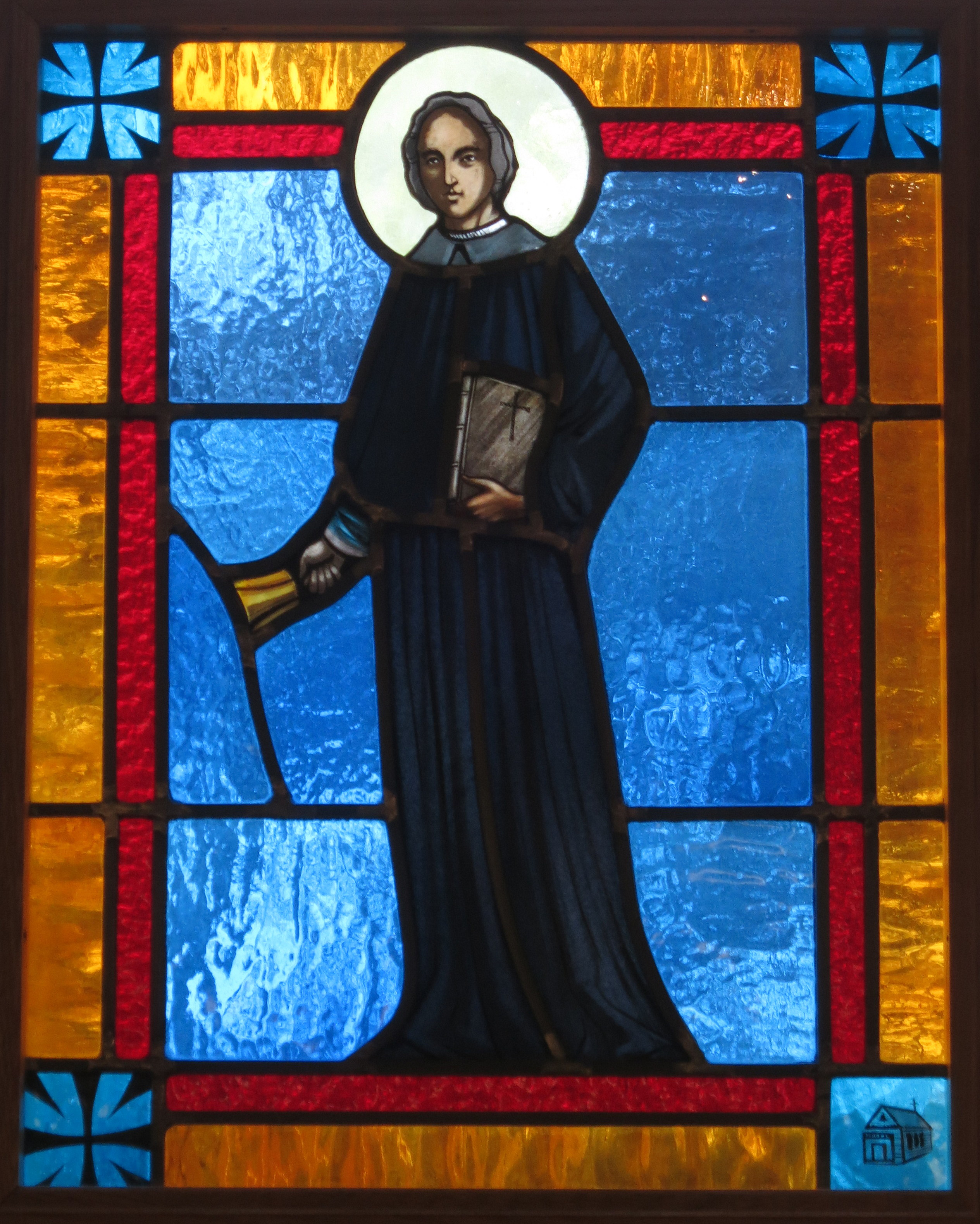
Isabel Ana Bayley (1774-1821), fundó la congregación de la que se derivan las hermanas de la caridad de Cincinnati. Es venerada como santa en la Iglesia católica.

La congregación tiene su origen en las hermanas de la caridad fundadas en Emmitsburg, Estados Unidos, en 1809, por Isabel Ana Bayley. Ella misma envió, a petición de Edward Dominic Fenwick, obispo de Cincinnati, a esta diócesis las primeras religiosas en 1829, para la atención de un orfanato y una escuela parroquial. En 1849, cuando las religiosas de Emmitsburg se unieron a las Hijas de la Caridad de San Vicente de Paúl, algunas de Cincinnati decidieron formar una congregación independiente.
El instituto de Cincinnati recibió la aprobación como congregación religiosa de derecho diocesano el 25 de marzo de 1852, de John Baptist Purcell, arzobispo de la diócesis homónima, nombrando como superiora a Margaret George, quien había sido compañera de Isabel Ana Bayley. El papa Pío XI elevó el instituto a congregación religiosa de derecho pontificio, mediante decretum laudis del 31 de enero de 1931.

## Organización
La Congregación de Hermanas de la Caridad de Cincinnati es un instituto religioso de derecho pontificio y centralizado, cuyo gobierno es ejercido por una superiora general. Hace parte de la Federación de Hermanas de la Caridad de la Tradición Vicentina-Setoniana y de la Familia vicenciana. La sede central se encuentra en Cincinnati (Estados Unidos).
Las hermanas de la caridad se dedican a la educación e instrucción cristiana de la juventud, la atención de los enfermos y otras obras sociales. En 2017, el instituto contaba con 316 religiosas y 142 comunidades, presentes en Estados Unidos, Guatemala y México.